# Linia 6 metra w Neapolu
Linia 6 metra w Neapolu – linia metra neapolitańskiego przecinająca miasto z północnego zachodu w Municipio do południowego wschodu w Mostra. Linia krzyżuje się z linią 1, na dworcu Municipio. Ma długość 5,5 km i liczy 8 stacji. Szacuje się, że z linii korzysta codziennie ponad 4000 osób.